# William Norton (rugbysta)
William Norton (ur. 28 kwietnia 1862 w Carmarthen, zm. 17 grudnia 1898) – walijski rugbysta, reprezentant kraju.
W trakcie kariery sportowej reprezentował klub Cardiff RFC, dla którego w sezonach 1879/80–1885/86 rozegrał 49 meczów.
W latach 1882–1884 rozegrał sześć spotkań dla walijskiej reprezentacji zdobywając jedno przyłożenie, które nie miało jednak wówczas wartości punktowej.